# Beau Willimon
Pack Beauregard  Willimon (Alexandria, 26 de octubre de 1977), más conocido como Beau Willimon, es un dramaturgo y guionista estadounidense. Desarrolló la versión americana de la serie House of Cards, sirviendo como showrunner en sus primeras cuatro temporadas. En 2018, Willimon creó la serie dramática The First para Hulu, sobre la primera misión tripulada a Marte. También fue escritor de la primera temporada de la serie de Disney+ Andor.

## Primeros años y educación
Beau Willimon nació en Alexandria, Virginia, de Nancy y Henry Pack Willimon. Su padre era capitán de la Armada de los Estados Unidos y la familia se mudaba con frecuencia. Willimon vivió en Hawái, San Francisco, California, y Filadelfia, Pensilvania, antes de establecerse en St. Louis, Misuri, después de que el padre de Willimon se jubilara para convertirse en abogado.
Willimon asistió a la escuela John Burroughs, donde tomó clases de teatro impartidas por Jon Hamm  y se graduó en 1995. Se especializó en historia y artes visuales y recibió una licenciatura de la Universidad de Columbia en 1999. Cuando era estudiante, conoció a Jay Carson. En 1998, trabajó como voluntario y pasante para la campaña del Senado de Charles Schumer, lo que lo llevó a trabajar en la campaña del Senado de 2000 de Hillary Clinton, la campaña presidencial de 2000 de Bill Bradley y la campaña presidencial de 2004 de Howard Dean. Después de graduarse, trabajó para el Ministerio del Interior del gobierno de Estonia en Tallin como parte de una beca, durante la cual revisó y escribió resúmenes de miles de páginas de documentos relacionados con la UE. Poco después, se mudó a Vietnam para trabajar en una pequeña revista cultural, y allí investigó para su primer guion, basado en la vida de Tomas Vu, un profesor de artes visuales en Columbia que creció en Vietnam durante la guerra.
Regresó a Nueva York para asistir a la Escuela de Artes de Columbia. Uno de sus mentores fue el dramaturgo Eduardo Machado. Willimon dijo, "Yo era, con diferencia, el peor estudiante de nuestro grupo. Muchas de estas personas sabían que querían ser dramaturgos para siempre. Yo no conocía a nadie en el mundo del teatro y no tengo ni la más mínima idea de cómo escribir una obra de teatro, pero entonces dejé de beber y realmente me comprometí con este camino". Durante sus estudios de posgrado, recibió una beca de artes visuales por una propuesta para crear 40 litografías sobre la paranoia, y vivió en Sudáfrica por un año. Después de recibir un MFA en Dramaturgia de la Escuela de Artes en 2003, trabajó en trabajos ocasionales, incluido asistente de galería y pintor, constructor de escenarios, búsqueda de trabajos para personas sin hogar,barista, e instructor de preparación para clases del SAT. También realizó prácticas con Nuevos Dramaturgos.
Posteriormente, Willimon se inscribió en el Programa de Dramaturgos Estadounidenses Lila Acheson Wallace de la Juilliard School y recibió la beca de dramaturgia Lila Acheson Wallace Juilliard y el premio Le Compte du Nuoy del Lincoln Center. 

## Carrera
En Juilliard, escribió una obra de teatro, Farragut North, que se inspiró en su experiencia como asistente de prensa para la campaña presidencial de Dean en 2004. En otoño de 2008, se estrenó en Broadway en la Atlantic Theatre Company en una producción protagonizada por John Gallagher Jr., Chris Noth y Olivia Thirlby. La producción se presentó en Los Ángeles el verano siguiente, con Chris Pine en el papel protagónico. Al mismo tiempo, recibió una producción en el Festival de Teatro Americano Contemporáneo de la Universidad Shepherd en julio de 2009. Willimon fue nominado en 2009 al premio John Gassner del Outer Critics Circle.
Otras obras incluyen Lower Ninth , producida en 2007 por el SPF y The Flea Theatre en 2008; Zusammenbruch, producida en 2008 en el American Airlines Theater y dirigida por Thomas Kail; Spirit Control, producida en 2010 por el Manhattan Theatre Club; The Parisian Woman, producida en 2013 por South Coast Repertory;y Breathing Time, producida en 2014 por Fault Line Theater.
El trabajo de Willimon también ha sido desarrollado y presentado en MCC Theatre, Ars Nova, HERE Arts Center, Phoenix Theatre, Actors Theatre de Chicago, Battersea Arts Center en Londres, Cherry Lane Theatre y South Coast Repertory. 
Una adaptación cinematográfica de Farragut North, retitulada The Ides of March, se estrenó en octubre de 2011. La película fue dirigida por George Clooney; El guion fue escrito por Willimon, Clooney y su socio productor, Grant Heslov. Estaba protagonizada por Clooney, Ryan Gosling, Evan Rachel Wood, Philip Seymour Hoffman, Paul Giamatti, Marisa Tomei y Jeffrey Wright. La película fue nominada en 2012 al Premio de la Academia al Mejor Guión Adaptado y a cuatro Premios Globo de Oro, incluidos Mejor Película Dramática y Mejor Guión.
En septiembre de 2017, Willimon fue elegido para un período de dos años como presidente del Writers Guild of America, East, sin oposición. Fue reelegido sin oposición en 2019.
Hulu encargó directamente la serie The First en mayo de 2017 (coproducida con Channel 4). Debutó en 2018, pero no fue renovada para una segunda temporada. El programa retrata a los miembros de un equipo de astronautas cuando se convierten en los primeros humanos en visitar Marte.
En 2019, como presidente de la WGA-E President, Willimon supervisó el comité de negociación para el "Acuerdo WGA-Agencia" y se unió a otros miembros del WGA para despedir a sus agentes como parte de la postura del gremio contra la ATA después de que las dos partes no pudieron llegar a un acuerdo. un acuerdo sobre un nuevo "Código de Conducta" que aborda la práctica del embalaje. En 2021, firmó un acuerdo de primera vista con Entertainment One.

### House of Cards
En 2012, Willimon desarrolló House of Cards, la adaptación estadounidense de la serie de la BBC del mismo nombre, para Netflix. Fue producida por Media Rights Capital, David Fincher y Kevin Spacey, y durante cinco temporadas estuvo protagonizada por Spacey como el político despiadado Frank Underwood y Robin Wright como su igualmente intrigante esposa Claire. La serie también está protagonizada por Kate Mara, Corey Stoll, Michael Kelly, Neve Campbell, Michel Gill, Jayne Atkinson, Sebastian Arcelus y Lars Mikkelsen. Se estrenó en Netflix el 1 de febrero de 2013.
Willimon se desempeñó como showrunner de la serie durante sus primeras cuatro temporadas y renunció en enero de 2016. House of Cards estrenó su sexta y última temporada el 2 de noviembre de 2018.
El 3 de noviembre de 2017, Netflix despidió a Spacey de House of Cards y cortó todos los vínculos con el actor tras varias acusaciones de conducta sexual inapropiada. Varios miembros del equipo del set de House of Cards acusaron a Spacey de acosarlos sexualmente. Cuando las acusaciones surgieron por primera vez a finales de octubre de ese año, Willimon emitió un comunicado que decía: "Durante el tiempo que trabajé con Kevin Spacey en House of Cards, no presencié ni tuve conocimiento de ningún comportamiento inapropiado dentro o fuera del set". Sin embargo, tres miembros del equipo de House of Cards han cuestionado esa afirmación, comentando de forma anónima en un artículo de Buzzfeed News que Willimon estaba al tanto del comportamiento de Spacey, incluido un incidente durante la primera temporada del programa en el que Spacey supuestamente agredió sexualmente a un asistente de producción, y no tomó ninguna medida contra el actor. Una "fuente de alto nivel" para el artículo alegó que Willimon fue testigo de que Spacey se comportaba de manera inapropiada. Willimon negó haber sido testigo o conocer la presunta agresión, pero dijo: “Me duele que alguien en la tripulación haya tenido que soportar este tipo de comportamiento. Es evidente que nosotros, como industria, en particular aquellos en posiciones de poder, incluido yo mismo, debemos ser más perceptivos y proactivos. También debemos hacer un mejor trabajo para empoderar y apoyar a nuestros colegas que se presentan”.

## Filmografía

### Película
| Año  | Título              | Rol                      | Notas |
| ---- | ------------------- | ------------------------ | ----- |
| 2011 | The Ides of March   | Coguionista, coproductor |       |
| 2013 | A Master Builder    | Productor ejecutivo      |       |
| 2018 | Mary Queen of Scots | Guionista                |       |

### Obras de teatro
| Año  | Título             | Rol      | Notas                                        |
| ---- | ------------------ | -------- | -------------------------------------------- |
| 2008 | Farragut North     | Escritor |                                              |
| 2008 | Lower Ninth        | Escritor |                                              |
| 2008 | Zusammenbruch      | Escritor | Como parte de The 24 Hour Plays Off Broadway |
| 2010 | Spirit Control     | Escritor |                                              |
| 2013 | The Parisian Woman | Escritor |                                              |
| 2014 | Breathing Time     | Escritor |                                              |

## Premios y distinciones
Premios Óscar
| Año  | Categoría            | Trabajo nominado  | Resultado |
| ---- | -------------------- | ----------------- | --------- |
| 2012 | Mejor guion adaptado | Los idus de marzo | Nominado  |